# 四眼井西夏遗址
四眼井西夏遗址，位于宁夏回族自治区吴忠市青铜峡市广武乡四眼井，是中华人民共和国宁夏回族自治区文物保护单位之一。
2005年9月15日，授予宁夏回族自治区文物保护单位，是一座古遗址。